# Entrages
Entrages é uma comuna francesa na região administrativa da Provença-Alpes-Costa Azul, no departamento dos Alpes da Alta Provença. Estende-se por uma área de 22,61 km². Em 2010 a comuna tinha 105 habitantes (densidade: 4,6 hab./km²).